# Schloss Haiming

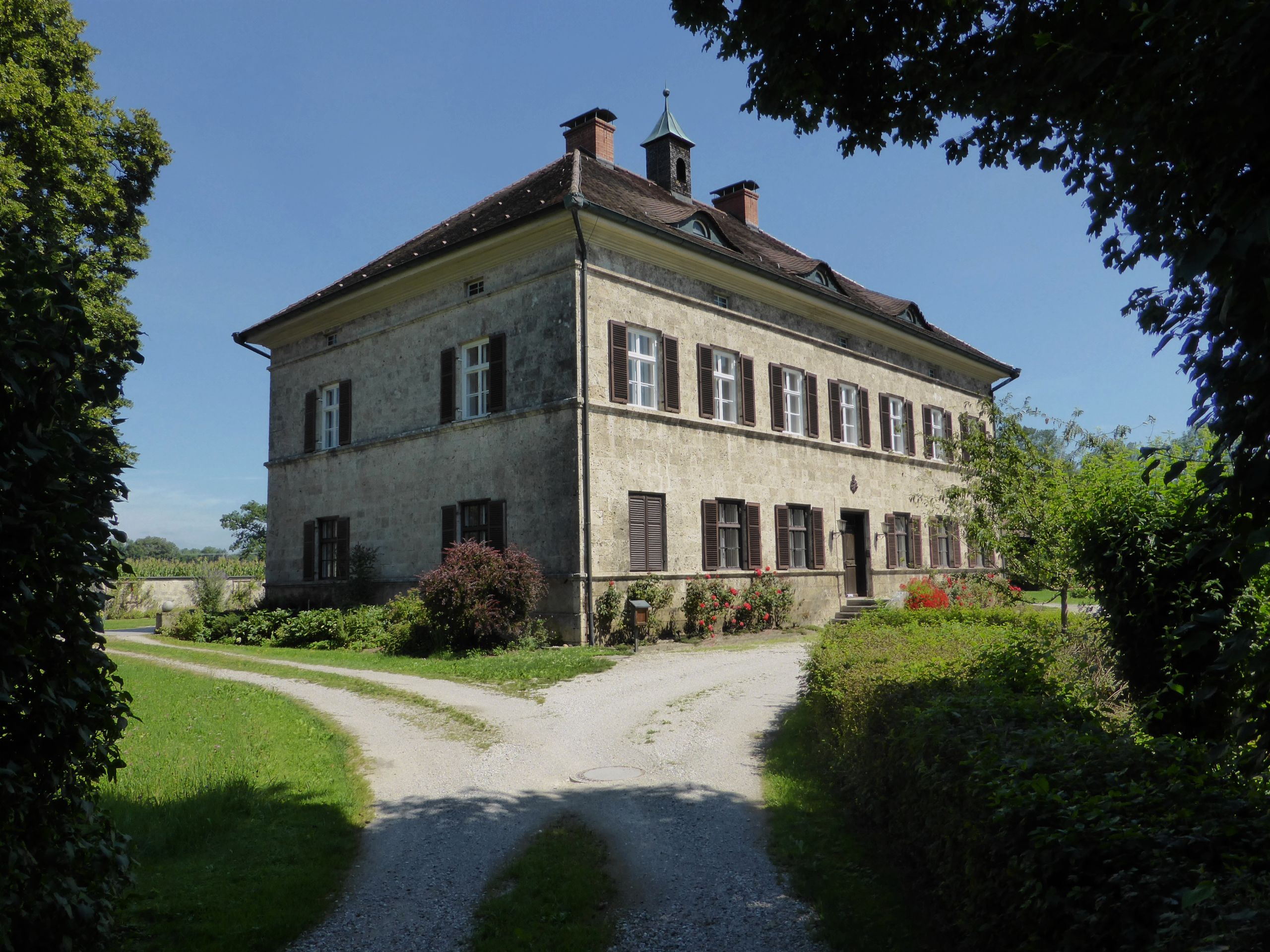
Schloss Haiming

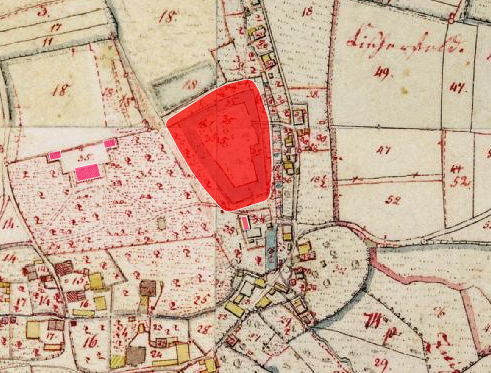
Lageplan von Schloss_Haiming auf dem Urkataster von Bayern

Das Schloss Haiming liegt in der Gemeinde Haiming im Landkreis Altötting von Bayern (Flurstraße 14). Die Anlage ist unter der Aktennummer D-1-71-118-2 als denkmalgeschütztes Baudenkmal von Haiming verzeichnet. Ebenso wird sie als Bodendenkmal unter der Aktennummer D-1-7743-0005 im Bayernatlas als „Burgstall des späten Mittelalters und der frühen Neuzeit ("Schloss Haiming")“ geführt.

## Geschichte
Haiming wird bereits sehr früh in den Quellen genannt: ein Grundherr namens Hrodpald verschenkt hier im 8. Jahrhundert umfangreiche Güter. Haiming ist zudem der einzige Ort des Mattiggaus, der nicht zum Erzbistum Salzburg, sondern zum Bistum Passau gehörte. Der Bischof Waldrich von Passau richtete die Pfarrei Haiming ein.
Die früheste Nennung eines Edelfreien bezieht sich auf den nobilis Eberhard von Haiming, der sein Gut in Fillmansbach an das Kloster Mattsee verschenkt. 1139 erscheinen ein Merbot und ein Bertolf von Haiming als Zeugen. 1159 bezeugt Haimo von Haiming die Übergabe eines Gutes an das Kloster Baumburg. Ein Wilhalmus de Haimmingen erscheint bei der Beurkundung der Übergabe von Gütern an das Kloster Raitenhaslach. In einer Traditionsurkunde des Klosters St. Peter wird ein Gebhard von Haiming als miles des Edlen Heinrich von Stammham bezeichnet, er scheint also seine Edelfreiheit verloren zu haben und in die Ministerialität abgesunken zu sein. 1180 wird in einer Traditionsnachricht des Klosters Ranshofen noch ein Renward von Haiming sowie 1201 und 1204 ein Heinric von Heimingen in Urkunden des Klosters Attel erwähnt. Nach dem Tod des Passauer Domherrn Konrad von Stammham 1204 fiel sein Erbe mit Haiming an das Passauer Hochstift. 1258 ist die Rede von einer hofmarchie Haiminge, die beträchtliche Abgaben an das Passauer Domkapitel zahlt. Im Lehensgang war diese Hofmark an den Herzog Friedrich II. von Österreich gelangt, der sie wieder an Graf Rapoto III. von Ortenburg verlieh. Da beide ohne Erben waren, fiel danach die Hofmark wieder an das Bistum Passau zurück.
1262 wurde Haiming von dem Bischof Otto von Lonsdorf an die Ritter von Chalb verkauft. Aus einem Ablassbrief des Papstes für die Haiminger Kirch von 1345 wird Eberhard von Chalb als Herr von Haiming bezeugt. Als er 1354 starb, wurde er in der Grablege zu Raitenhaslach begraben. 1376 wird ein Niklas von Chalb von Haming, Richter zu Oettingen, als letzter der Chalb in dieser Gegend genannt. Auf ihn dürfte der Bau des Schlosses im Weiher des Dorfes (um 1400) zurückgehen.
Als nächste sind die Ritter Ausmholz die Herren von Haiming. 1401 bestätigte Bischof Georg dem Ritter Johannes das Präsentationsrecht für die Pfarrei Haimling. In einer späteren Urkunde nennt dieser als seine Vorfahren Thomas Ausmholz und Leopold Ausmholz, von denen dieses Recht auf ihn übergegangen sei. 1404 fiel Johannes Ausmholz beim bayerischen Herzog in Ungnade und wurde auch gefangen genommen. Danach verkauft dieser Haimling und siedelt sich in der Folge in Burghausen an, wo seine Familie das ertragreiche Geschäft eines Mautners übernahm. 1404 erwarb Hans Tobelhamer, Kastner von Burghausen, die Herrschaft Haimling. Nach seinem Tod folgt 1414 sein Sohn Andreas, 1441–1445 Pfleger zu Neuötting. Sein Sohn Friedrich starb ohne männliche Nachkommen, und der unter den Töchtern ausgebrochene Streit um das Erbe wurde von Herzog Ludwig der Reichen 1463 zugunsten der Katharina Tobelhamer entschieden. Durch die Vermählung mit Jörg Pfaffenpeck (Erbauer der St. Stephans Pfarrkirche in Haiming) wurde dieser neuer Hofmarksinhaber. 1486 verstarb Jörg Pfaffenpeck und Katharina heiratete Sebastian Pelkhover, Hauptmann der Landfahne von Burghausen. Der Sohn aus erster Ehe, Christoph Pfaffenpeck, hatte eine Hälfte der Hofmark geerbt. Erst 1522 konnten die daraufhin ausbrechenden Erbstreitigkeiten geregelt werden. Christoph Pfaffenpeck verstarb ohne Kinder 1523 und Sebastian Pelkhover 1531. Dessen Sohn verstarb ebenfalls bald, nämlich 1535.
Durch die Vermählung der Barbara Tobelhamer, einer Schwester der Katharina, mit dem Ritter Hanns Pürchiger kamen die Rechte an der Hofmark an diesen. Ein Achatz von Pürching nennt sich 1546 Achatz von Pürching zu Eckershaim und Haiming. Sein Bruder Benedikt erwirbt Teile der Hofmark und 1562 wird ihnen vom Passauer Bischof das Kirchenlehen verliehen, zu dem auch das Schloss gehörte. Nachfolger beider wurde Jörg von Pürching (Sohn des Achatz). Dieser erwarb 1606 zusätzlich von den Erben des Wolf Jahenstorf zu Winkelhaimb Schloss und Sitz Winkelhaim. Die Erben des Jörg veräußerten nach dessen Tod († 1610) am 6. Juli 1612 die Hofmark Haiming an Christoph Ulrich von Elsenhaim, ein Jahr später erwirbt dieser auch Schloss Winkelham. Obwohl Christoph Ulrich wegen seiner Position als Pfleger von Mainburg und später als Hofkammerpräsident in München nur wenig präsent in Haiming war, konnte er bei seinem Tod († 18. September 1630) das Erbe ungeschmälert an seine drei Söhne weitergeben. 1632 kam es zu einer Erbteilung, bei der Hanns Thomas Elsenheimer die Hofmark Haimling erhielt. 1667 übergab er den Besitz an seine Tochter Eva Maria Franziska, die sich mit Adam Kaspar Freiherr von Freyberg, Kastner von Burghausen und später Viztum von Landshut, vermählt hatte. Als Erbe setzte er seinen Sohn Judas Thaddäus ein, während dessen Abwesenheit (er war lange Jahre mit Kurfürst Max Emanuel in Belgien und Frankreich) sein Bruder Carl Adam die Besitzungen verwaltete. Judas Thaddäus wurde von seiner Frau Maria Klara beerbt, die ihrerseits Maria Josepha Gräfin von Bayern als Erbin (1739–1767 ⚭ mit Kaiser Joseph II.) einsetzte. Nach dem Tod der Maria Klara (29. November 1750) wird das Testament schlagend und Maria Josepha wird Hofmarksherrin.
Am 24. April 1759 verkauft Maria Josepha ihren ganzen Besitz in Haming an den Hofkammerpräsidenten Maximilian Freiherr von Berchen. Die Hofmarken Haiming und Schloss Piesing sind in der Folge für zwei Jahrhunderte vereint. Das Wasserschloss wurde zwischen 1837 und 1840 abgerissen. In den Jahren 1838 bis 1840 erbaute Graf Sigmund von Berchem das oberhalb des Schlossweihers gelegene neue Haiminger Schloss.
Nach dem Aussterben der Grafen von Berchem im Jahr 1869 wurde Sigismund Felix Freiherr von Ow, der 14-jährige Sohn von Josefine, der ältesten Tochter des Sigismund Grafen von Berchem und des Landrichters und Bezirksamtmanns Felix Freiherr von Ow, Besitzer von Piesing und Haiming. Er wurde Priester und übergab die geerbten Besitztümer an seinen Bruder Anton Freiherr von Ow. Sigismund Felix von Ow-Felldorf wurde 1906 Bischof von Passau. Bis heute residiert die Familie Ow sowohl in Piesing als auch in Haiming.

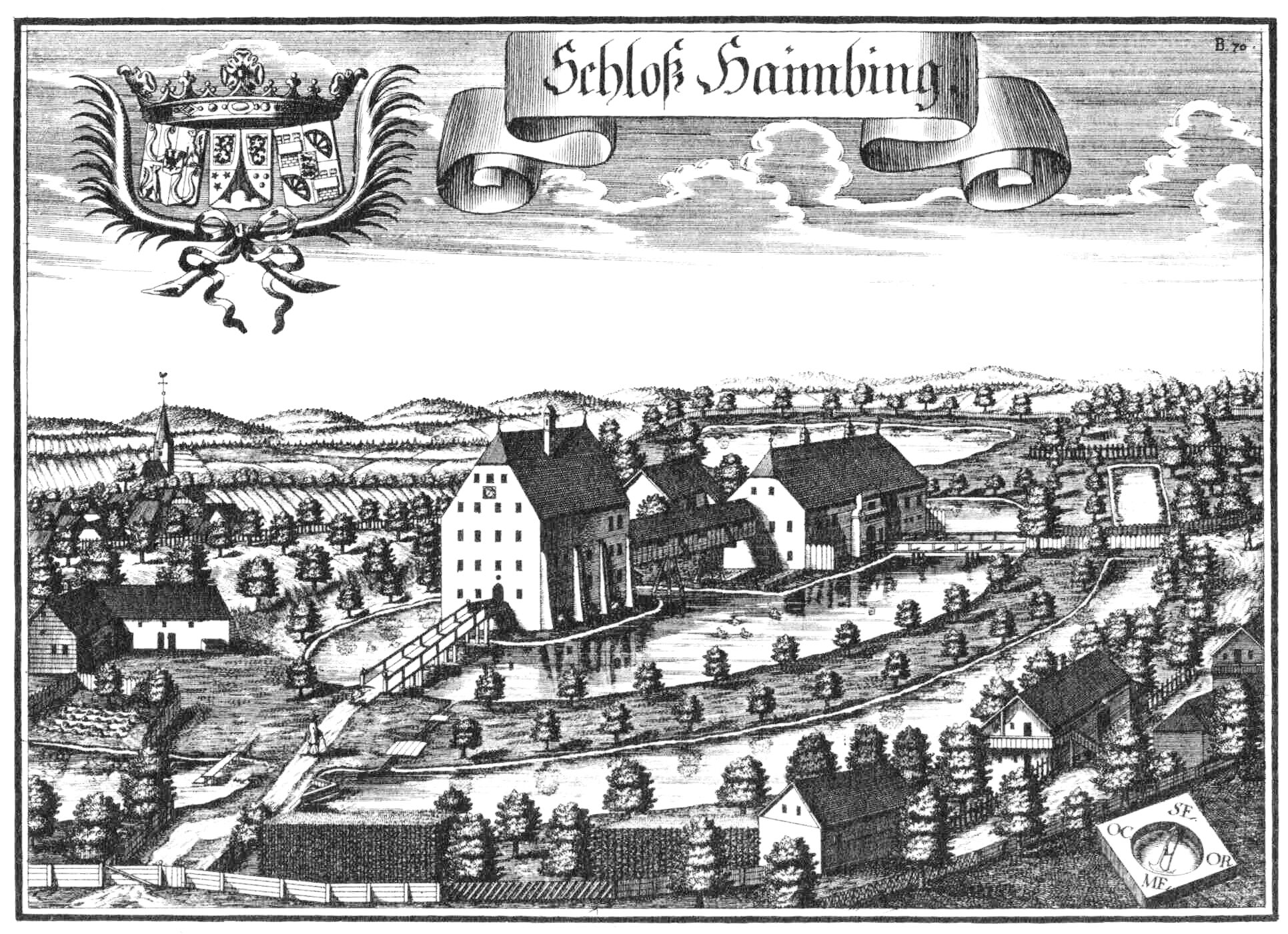
Schloss Haiming nach einer Radierung von Michael Wening von 1721

## Schloss Haiming einst und jetzt
Nach der Ansicht von Michael Wening von 1721 ist Haiming noch ein aus zwei Baukörpern bestehendes Wasserschloss. Der Hauptbau war dreigeschossig (mit einem Untergeschoss), mit starken Stützmauern versehen und mit einem Walmdach gedeckt; der zweite Bau war nur zweigeschossig und ebenfalls walmdachgedeckt; beide Bauten waren mit einem überdachten Wehrgang verbunden und über Brücken erreichbar. In der nahen Umgebung waren weitere Teiche und Wasserbauten zu sehen.
Heute ist Schloss Haiming ein klassizistischer Rechteckbau mit einem unverputzten Tuffquaderwerk und mit einem Flachwalmdach, der 1838 bis 1840 erbaut wurde. Westlich des Hauptbaues sind zwei weitere kleine Walmdachbauten, nämlich die ehemalige Registratur mit dem Altar der ehemaligen Schlosskapelle (aus der Mitte des 17. Jahrhunderts) und der nordöstlich liegende sogenannter Valentinsstadel, ein verbretterter Holzblockbau, der zum Teil gemauert ist und aus der ersten Hälfte 18. Jahrhundert stammt.